# Agnes Flora
Agnes Flora, född 18 juni 1987, död 8 augusti 2005, var ett engelskt fullblod, mest känd för att ha segrat i Oka Sho (1990). Hon blev även mor till Agnes Flight och Agnes Tachyon.

## Bakgrund
Agnes Flora var ett brunt sto efter Royal Ski och under Agnes Lady (efter Remand). Hon föddes upp och ägdes av Takao Watanabe.
Agnes Flora tävlade mellan 1989 och 1990, och sprang in totalt 160 484 400 japanska yen på 6 starter, varav 5 segrar och 1 andraplatser. Hon tog karriärens största segrar i Oka Sho (1990). Hon segrade även i Tulip Sho (1990) och Elfin Stakes (1990).
Hon fick utmärkelse för bästa treåriga sto (1990). Agnes Flora avled den 8 augusti 2005.